# Jacques Foix
Pour les articles homonymes, voir Foix (homonymie).
Jacques Foix, né le 26 novembre 1930 à Mont-de-Marsan (Landes) et mort le 14 juin 2017 dans la même ville, est un joueur de football français dans les années 1950. Attaquant, Foix fut international à sept reprises entre 1953 et 1956, inscrivant 3 buts sous le maillot bleu dont un doublé contre la RFA en 1954.
Il est le frère cadet de Pierre Foix.
Jacques Foix a évolué au RC Paris, à l'AS Saint-Etienne dont il est capitaine lors du titre de 1964, à l'OGC Nice, et au Toulouse FC.
Jacques Foix a été sacré deux fois champion de France avec Nice (1959) et Saint-Etienne (1964) .

## Biographie
Sportif accompl ayant pratiqué la pelote basque, le rugby à XV et le canoë-kayak, Jacques Foix fait dès son plus jeune âge montre d'aptitudes physiques hors du commun. Athlète complet, Foix court le 100 mètres en onze secondes. Jacques Foix opte cepandant pour le football, qui lui permet d'exploiter son physique longiligne.
Il fit ses études au Lycée de Mont-de-Marsan et découvre le football au Stade montois football, en compagnie de son frère ainé Pierre Foix qui évoluera plus tard à Lille et de Gérard, le benjamin de la fratrie.
Jacques Foix opte cepandant pour le football, qui lui permet d'exploiter son physique longiligne.
En avril 1949, alors ailier gauche au Stade montois, Jacques Foix se révèle en équipe de France Junior qui venait de remporter une éclatante victoire dans le Tournoi International. Ailier gauche du stade Montois, Jacques Foix y avait tenu le rôle d’arrière gauche avec une autorité irréprochable.
Les frères Pierre et Jacques Foix se font remarquer en Championnat de France amateur lors de la saison 1948-1949 avec leur équipe du Stade montois.
A 21 ans il signe au Racing Club de Paris, qui domine alors le football français face à son rival du Red Star. La signature de Foix au RC Paris fut mémorable. Le futur attaquant ou parisien, alors licencié au Stade montois, revenait de Madagascar avec l'Équipe de France amateure de football. Les représentants de deux clubs l’attendaient à l’aéroport d’Orly: ceux du Lille OSC et du RC Paris. Les premiers patientaient à la sortie normale des passagers. Les seconds se trouvaient sur la piste d’atterrissage. C'est ainsi que Foix donna son accord au RC Paris. Lors de sa première saison, Jacques Foix joue les treize premiers matches du RC Paris en Championnat et inscrit douze buts.
Foix rejoint ensuite l'AS Saint-Étienne et l'OGC Nice, clubs avec lesquels il devient champion de France. En 1959, les 18 buts de Foix avaient grandement contribué au titre des Niçois.

« Il y aura sans doute beaucoup de joueurs de sa valeur dans notre football, mais des hommes de sa qualité, pas beaucoup. »

— Pierre Garonnaire
Foix se dirige ensuite vers le Téfécé avant un retour chez les verts.
Après sa carrière de joueurs, Foix reçoit de nombreuses sollicitaitons pour entrainer, se voyant notamment proposer d’intégrer le staff de l'Équipe de France de football. Foix devient entraîneur,mais se contentera du Pau FC et de son club du Stade montois
Jacques Foix se dirige ensuite vers le monde des assurances, reprenant le cabinet fondé par son grand-père à Mont-de-Marsan et que dirige aujourd’hui son fils.
En compagnie de Just Fontaine, le recordman des buts en coupe du monde, Jacques Foix est à l’origine de la création, de l’UNFP.

## Palmarès
- Champion de France : 1959 avec l'OGC Nice, 1964 avec l'AS Saint-Étienne.

### Carrière internationale
7 sélections pour l'équipe de France A, 3 buts. Première sélection contre le Luxembourg le 17 décembre 1953 et dernière sélection contre l'Autriche le 25 mars 1956.
Son moment de gloire sous le maillot bleu fut lors du match contre la RFA (1-3) le 16 octobre 1954 à Hanovre, où il inscrit deux buts alors qu'il venait de remplacer Larbi Benbarek à la 27e minute. Il avait même inscrit un troisième but, qui avait été annulé à la suite d’un hors-jeu du rémois Kopa.

## Sélectionneur du Sud-Ouest
À la fin des années 1970, Jacques Foix est le sélectionneur de l'équipe du Sud-Ouest pour un match amical contre l'AS Saint-Etienne de Michel Platini.

## Stade Jacques Foix
Le stade de L’Étoile Sportive Montoise (ESM), situé rue de Biscarrosse, à Mont-de-Marsan, est nommé stade Jacques-Foix.